# Danh sách giải thưởng và đề cử của Đàm Vĩnh Hưng
Đàm Vĩnh Hưng tên khai sinh là Huỳnh Minh Hưng (sinh ngày 2 tháng 10 năm 1971), là một ca sĩ người Việt Nam. Anh đã giành được 2 giải thưởng âm nhạc Cống hiến, 15 lần lọt vào Top các ca sĩ được yêu thích nhất của giải thưởng Làn Sóng Xanh, 6 lần liên tiếp đoạt giải Nam ca sĩ nhạc nhẹ của giải Mai Vàng và nhiều giải thưởng khác.

## Quốc tế

### MTV Europe Music Awards
| Lần | Năm  | Hạng mục                 | Đề cử cho | Kết quả | Chú thích |
| --- | ---- | ------------------------ | --------- | ------- | --------- |
| 21  | 2017 | Best Southeast Asian Act | —         | Đề cử   | [ 1 ]     |

### Asian Superstar
| Năm  | Hạng mục                | Đề cử cho | Kết quả   | Chú thích |
| ---- | ----------------------- | --------- | --------- | --------- |
| 2015 | Nghệ sĩ Châu Á xuất sắc | —         | Đoạt giải | [ 2 ]     |

### Big Apple Music Awards
| Năm  | Hạng mục                    | Đề cử cho | Kết quả | Chú thích |
| ---- | --------------------------- | --------- | ------- | --------- |
| 2016 | Best Vietnamese Male Artist | —         | Đề cử   |           |
| 2017 | Best Vietnamese Act         | —         | Đề cử   | [ 3 ]     |

## Trong nước

### Giải thưởng Âm Nhạc Cống Hiến
| Lần | Năm  | Hạng mục             | Đề cử cho  | Kết quả   | Chú thích |
| --- | ---- | -------------------- | ---------- | --------- | --------- |
| 3   | 2008 | Nam ca sĩ của năm    | —          | Đoạt giải |           |
| 5   | 2010 | Chương trình của năm | Người tình | Đoạt giải |           |

### Làn Sóng Xanh
| Lần                                          | Năm                                          | Hạng mục                               | Đề cử cho     | Kết quả   | Chú thích |  |
| -------------------------------------------- | -------------------------------------------- | -------------------------------------- | ------------- | --------- | --------- |  |
| 5                                            | 2002                                         | Top 10 ca sĩ được yêu thích nhất       | —             | Đoạt giải |           |  |
| 6                                            | 2003                                         | Top 10 ca sĩ được yêu thích nhất       | —             | Đoạt giải |           |  |
| 7                                            | 2004                                         | Top 10 ca sĩ được yêu thích nhất       | —             | Đoạt giải |           |  |
| 8                                            | 2005                                         | Gương mặt ca sĩ của năm                | —             | Đoạt giải |           |  |
| 8                                            | 2005                                         | Top 10 ca sĩ được yêu thích nhất       | —             | Đoạt giải |           |  |
| 9                                            | 2006                                         | Top 10 ca sĩ được yêu thích nhất       | —             | Đoạt giải |           |  |
| 10                                           | 2007                                         | Top 10 ca sĩ được yêu thích nhất       | —             | Đoạt giải |           |  |
| Giải thưởng 10 năm Làn Sóng xanh (1997-2007) | Giải thưởng 10 năm Làn Sóng xanh (1997-2007) | Ca sĩ thành tựu 10 năm                 | —             | Đoạt giải | [ 4 ]     |  |
| 11                                           | 2008                                         | Gương mặt ca sĩ của năm                | —             | Đoạt giải |           |  |
| 11                                           | 2008                                         | Top 10 ca sĩ được yêu thích nhất       | —             | Đoạt giải |           |  |
| 12                                           | 2009                                         | Gương mặt ca sĩ của năm                | —             | Đoạt giải |           |  |
| 12                                           | 2009                                         | Top 10 ca sĩ được yêu thích nhất       | —             | Đoạt giải |           |  |
| 13                                           | 2010                                         | Gương mặt ca sĩ của năm                | —             | Đoạt giải | [ 5 ]     |  |
| 13                                           | 2010                                         | Album được yêu thích                   | Khoảng cách   | Đề cử     | [ 5 ]     |  |
| 13                                           | 2010                                         | Top 10 ca sĩ được yêu thích nhất       | —             | Đoạt giải | [ 5 ]     |  |
| 14                                           | 2011                                         | Gương mặt ca sĩ của năm                | —             | Đoạt giải |           |  |
| 14                                           | 2011                                         | Album được yêu thích                   | Anh còn nợ em | Đề cử     |           |  |
| 14                                           | 2011                                         | Top 10 ca sĩ được yêu thích nhất       | —             | Đoạt giải |           |  |
| 15                                           | 2012                                         | Top 10 ca sĩ được yêu thích nhất       | —             | Đoạt giải |           |  |
| 16                                           | 2013                                         | Top 10 ca sĩ được yêu thích nhất       | —             | Đoạt giải |           |  |
| 17                                           | 2014                                         | Top 5 ca sĩ được yêu thích – Bảng Vàng | —             | Đoạt giải |           |  |
| 18                                           | 2015                                         | Top 5 ca sĩ được yêu thích – Bảng Vàng | —             | Đoạt giải |           |  |
| 20                                           | 2017                                         | Top 5 ca sĩ được yêu thích – Bảng Vàng | —             | Đoạt giải |           |  |
| 21                                           | 2018                                         | Giải truyền cảm hứng                   | —             | Đoạt giải |           |  |

### Giải Mai Vàng
| Lần | Năm  | Hạng mục                                                 | Đề cử cho ca khúc               | Kết quả   | Chú thích |
| --- | ---- | -------------------------------------------------------- | ------------------------------- | --------- | --------- |
| 12  | 2006 | Nam ca sĩ nhạc nhẹ                                       |                                 | Đề cử     | [ 6 ]     |
| 13  | 2007 | Nam ca sĩ nhạc nhẹ                                       | Giã từ & Lạc mất em             | Đoạt giải | [ 7 ]     |
| 14  | 2008 | Nam ca sĩ nhạc nhẹ                                       | Qua cơn mê & Đành thôi người ơi | Đoạt giải | [ 8 ]     |
| 15  | 2009 | Nam ca sĩ nhạc nhẹ                                       | Giới hạn nào cho chúng ta       | Đoạt giải | [ 8 ]     |
| 16  | 2010 | Nam ca sĩ nhạc nhẹ                                       | Mùa chim én bay                 | Đoạt giải | [ 8 ]     |
| 16  | 2010 | Ca sĩ hát nhạc Âm Hưởng Dân Ca và Truyền Thống Cách Mạng | Bài ca không quên               | Đoạt giải | [ 8 ]     |
| 16  | 2010 | Ca khúc được yêu thích                                   | Việt Nam năm 2020               | Đoạt giải | [ 8 ]     |
| 16  | 2010 | Top 10 ca sĩ của năm                                     | —                               | Đoạt giải | [ 8 ]     |
| 17  | 2011 | Nam ca sĩ nhạc nhẹ                                       | Biển tình                       | Đoạt giải | [ 8 ]     |
| 17  | 2011 | Top 10 ca sĩ của năm                                     | —                               | Đoạt giải | [ 8 ]     |
| 18  | 2012 | Nam ca sĩ nhạc nhẹ                                       | Chuyện tình online              | Đoạt giải | [ 8 ]     |
| 18  | 2012 | Top 10 ca sĩ của năm                                     | —                               | Đoạt giải | [ 8 ]     |
| 19  | 2013 | Ca sĩ hát nhạc Âm Hưởng Dân Ca và Truyền Thống Cách Mạng | Chiếc vòng cầu hôn              | Đề cử     | [ 8 ]     |
| 19  | 2013 | Top 10 ca sĩ của năm                                     | —                               | Đoạt giải | [ 8 ]     |
| 20  | 2014 | Nam ca sĩ nhạc nhẹ                                       | Ô kìa đời bỗng vui              | Đề cử     | [ 9 ]     |
| 20  | 2014 | Top 10 ca sĩ của năm                                     | —                               | Đoạt giải | [ 9 ]     |
| 21  | 2015 | Nam ca sĩ nhạc nhẹ                                       | Khắc                            | Đề cử     |           |
| 22  | 2018 | Ca khúc                                                  | Mặt trời vẫn tới mỗi ngày       | Đề cử     |           |
| 22  | 2018 | Video ca nhạc                                            | Mặt trời vẫn tới mỗi ngày       | Đề cử     |           |

### HTV Awards
| Lần | Năm  | Hạng mục                      | Đề cử cho | Kết quả   | Chú thích |
| --- | ---- | ----------------------------- | --------- | --------- | --------- |
| 1   | 2006 | Nam ca sĩ được yêu thích nhất | —         | Đề cử     | [ 10 ]    |
| 2   | 2007 | Nam ca sĩ được yêu thích nhất | —         | Đề cử     |           |
| 3   | 2008 | Nam ca sĩ được yêu thích nhất | —         | Đề cử     | [ 11 ]    |
| 4   | 2009 | Nam ca sĩ được yêu thích nhất | —         | Đề cử     |           |
| 5   | 2010 | Nam ca sĩ được yêu thích nhất | —         | Đoạt giải |           |
| 6   | 2011 | Nam ca sĩ được yêu thích nhất | —         | Đoạt giải | [ 12 ]    |
| 7   | 2012 | Nam ca sĩ được yêu thích nhất | —         | Đoạt giải |           |

### Ấn tượng VTV
| Lần | Năm  | Hạng mục           | Đề cử cho | Kết quả   | Chú thích |
| --- | ---- | ------------------ | --------- | --------- | --------- |
| 2   | 2014 | Ca sĩ ấn tượng     | —         | Đề cử     | [ 13 ]    |
| 2   | 2014 | Khách mời ấn tượng | —         | Đoạt giải | [ 13 ]    |

### Wechoice Awards
| Lần | Năm  | Hạng mục                          | Đề cử cho  | Kết quả | Chú thích |
| --- | ---- | --------------------------------- | ---------- | ------- | --------- |
| 4   | 2017 | Album âm nhạc được yêu thích nhất | Tình bơ vơ | Đề cử   |           |

### Zing Music Awards
| Lần | Năm  | Hạng mục                                    | Đề cử cho             | Kết quả   | Chú thích |
| --- | ---- | ------------------------------------------- | --------------------- | --------- | --------- |
| 1   | 2010 | Nghệ sĩ của năm                             | —                     | Đoạt giải | [ 14 ]    |
| 1   | 2010 | Nam ca sĩ có phong cách trình diễn ấn tượng | —                     | Đoạt giải | [ 14 ]    |
| 1   | 2010 | Nam ca sĩ được yêu thích nhất               | —                     | Đề cử     | [ 14 ]    |
| 1   | 2010 | Top 10 Album của năm                        | Qua cơn mê            | Đoạt giải | [ 14 ]    |
| 1   | 2010 | Top 10 Album của năm                        | Khoảng cách           | Đoạt giải | [ 14 ]    |
| 1   | 2010 | Top 10 Video Clip của năm                   | Nửa vầng trăng        | Đoạt giải | [ 14 ]    |
| 2   | 2011 | Nghệ sĩ của năm                             | —                     | Đoạt giải | [ 15 ]    |
| 2   | 2011 | Nam ca sĩ được yêu thích nhất               | —                     | Đoạt giải | [ 15 ]    |
| 2   | 2011 | Top 10 Album của năm                        | Anh còn nợ em         | Đoạt giải | [ 15 ]    |
| 2   | 2011 | Top 10 Album của năm                        | Xót xa                | Đoạt giải | [ 15 ]    |
| 2   | 2011 | Top 10 Video Clip của năm                   | Dạ khúc cho tình nhân | Đoạt giải | [ 15 ]    |
| 3   | 2012 | Music Video xuất sắc nhất                   | Tuổi hồng thơ ngây    | Đoạt giải | [ 16 ]    |
| 3   | 2012 | Nam ca sĩ được yêu thích nhất               | —                     | Đoạt giải | [ 16 ]    |
| 5   | 2014 | Nghệ sĩ của năm                             | —                     | Đề cử     |           |
| 6   | 2015 | Nghệ sĩ của năm                             | —                     | Đề cử     | [ 17 ]    |
| 7   | 2016 | Album của năm                               | Diamond Songs         | Đề cử     |           |

### Giải thưởng khác
- 2005: Giải thưởng Lá Phong của Tổng lãnh sự Canada.[18]
- 2008: Huy chương bạc thể loại nhạc nhẹ và nhạc dân gian trong cuộc thi Liên hoan giọng hát vàng Asean 2008.
- 2020: 20 ngôi sao trên mạng xã hội

| Ngôi Sao Bạch Kim              | Ngôi Sao Bạch Kim | Ngôi Sao Bạch Kim                                                     | Ngôi Sao Bạch Kim       | Ngôi Sao Bạch Kim | Ngôi Sao Bạch Kim |
| Năm                            | Năm               | Hạng mục                                                              | Đề cử cho               | Kết quả           | Chú thích         |
| ------------------------------ | ----------------- | --------------------------------------------------------------------- | ----------------------- | ----------------- | ----------------- |
| 2003                           | 2003              | Giọng ca nam xuất sắc nhất                                            | —                       | Đoạt giải         | [ 19 ]            |
| 2006                           | 2006              | Giọn ca nam xuất sắc nhất                                             | —                       | Đoạt giải         | [ 20 ]            |
| 2006                           | 2006              | Ca sĩ có phong cách ấn tượng                                          | —                       | Đoạt giải         | [ 20 ]            |
| Album Vàng                     |                   |                                                                       |                         |                   |                   |
| Năm                            | Năm               | Hạng mục                                                              | Đề cử cho               | Kết quả           | Chú thích         |
| 2007                           | 2007              | Giải thưởng đặc biệt của năm                                          | Lạc mất em              | Đoạt giải         | [ 21 ]            |
| 2007                           | 2007              | Album được yêu thích tháng 5 (do khán giả bình chọn)                  | Lạc mất em              | Đoạt giải         | [ 22 ]            |
| 2007                           | 2007              | Album nghệ thuật xuất sắc tháng 5 (do hội đồng nghệ thuật bình chọn)  | Lạc mất em              | Đoạt giải         | [ 22 ]            |
| 2008                           | 2008              | Album được yêu thích nhất năm                                         | Qua cơn mê              | Đoạt giải         | [ 23 ]            |
| 2008                           | 2008              | Album được yêu thích tháng 10 (do khán giả bình chọn)                 | Qua cơn mê              | Đoạt giải         | [ 24 ]            |
| 2008                           | 2008              | Album nghệ thuật xuất sắc tháng 10 (do hội đồng nghệ thuật bình chọn) | Qua cơn mê              | Đoạt giải         | [ 24 ]            |
| 2010                           | 2010              | Album vàng của năm                                                    | Những bài ca không quên | Đoạt giải         | [ 25 ]            |
| 2010                           | 2010              | Album nhạc quê hương đất nước có giá trị nhân văn và nghệ thuật       | Những bài ca không quên | Đoạt giải         | [ 25 ]            |
| 2010                           | 2010              | Album nghệ thuật xuất sắc tháng 10 (do hội đồng nghệ thuật bình chọn) | Những bài ca không quên | Đoạt giải         | [ 26 ]            |
| Bài Hát Yêu Thích              |                   |                                                                       |                         |                   |                   |
| Năm                            | Năm               | Hạng mục                                                              | Đề cử cho               | Kết quả           | Chú thích         |
| 2013                           | 2013              | Bài hát yêu thích năm 2013                                            | Chiếc vòng cầu hôn      | Đoạt giải         | [ 27 ]            |
| 2013                           | 2013              | Bài hát yêu thích tháng 10                                            | Chiếc vòng cầu hôn      | Đoạt giải         | [ 28 ]            |
| 2013                           | 2013              | Bài hát yêu thích tháng 11                                            | Chiếc vòng cầu hôn      | Đoạt giải         | [ 29 ]            |
| 2013                           | 2013              | Bài hát yêu thích tháng 12                                            | Chiếc vòng cầu hôn      | Đoạt giải         | [ 29 ]            |
| Giải thưởng Video Âm Nhạc Việt |                   |                                                                       |                         |                   |                   |
| Lần                            | Năm               | Hạng mục                                                              | Đề cử cho               | Kết quả           | Chú thích         |
| 1                              | 2012              | Nam ca sĩ xuất sắc                                                    | —                       | Đoạt giải         | [ 30 ]            |
| 1                              | 2012              | Digital Online (MV và Audio có lượng truy cập nhiều nhất trên online) | Dạ khúc cho tình nhân   | Đoạt giải         | [ 30 ]            |
| Pops Awards                    |                   |                                                                       |                         |                   |                   |
| Năm                            | Năm               | Hạng mục                                                              | Đề cử cho               | Kết quả           | Chú thích         |
| 1                              | 2014              | Nghệ sĩ thu về quảng cáo nhiều nhất năm                               | —                       | Đoạt giải         |                   |
| 1                              | 2014              | Nghệ sĩ có bài hát được nghe nhiều nhất                               | —                       | Đoạt giải         | [ 31 ]            |
| 2                              | 2015              | Nghệ sĩ có video ca nhạc được xem nhiều nhất                          | —                       | Đề cử             | [ 32 ]            |
| 3                              | 2017              | Video ca nhạc của năm                                                 | Vì anh là soái ca       | Đề cử             | [ 33 ] [ 34 ]     |
| 3                              | 2017              | Ca sĩ cống hiến                                                       | —                       | Đoạt giải         |                   |
| 5                              | 2019              | Top 10 thành tựu                                                      | —                       | Đoạt giải         | [ 35 ]            |
| TikTok Awards Việt Nam         |                   |                                                                       |                         |                   |                   |
| Năm                            | Năm               | Hạng mục                                                              | Đề cử cho               | Kết quả           | Chú thích         |
| 2020                           | 2020              | Nam nghệ sĩ ấn tượng                                                  | —                       | Đoạt giải         |                   |
| Men Of The Year                |                   |                                                                       |                         |                   |                   |
| Năm                            | Năm               | Hạng mục                                                              | Đề cử cho               | Kết quả           | Chú thích         |
| 2017                           | 2017              | Pioneer Of The Year                                                   | —                       | Đoạt giải         | [ 36 ]            |
| Star Awards                    |                   |                                                                       |                         |                   |                   |
| Năm                            | Năm               | Hạng mục                                                              | Đề cử cho               | Kết quả           | Chú thích         |
| 2019                           | 2019              | Tượng đài âm nhạc                                                     | —                       | Đoạt giải         |                   |
| Đại Hội Mỹ Nam                 |                   |                                                                       |                         |                   |                   |
| Lần                            | Năm               | Hạng mục                                                              | Đề cử cho               | Kết quả           | Chú thích         |
| 8                              | 2021              | Mỹ nam vì cộng đồng                                                   | —                       | Đoạt giải         | [ 37 ]            |
| Yeah1 Choice Awards            |                   |                                                                       |                         |                   |                   |
| Lần                            | Năm               | Hạng mục                                                              | Đề cử cho               | Kết quả           | Chú thích         |
| 1                              | 2011              | Nghệ sĩ có nhiều hoạt động tích cực vì cộng đồng                      | —                       | Đoạt giải         | [ 38 ]            |
| The Magic Box                  |                   |                                                                       |                         |                   |                   |
| Lần                            | Năm               | Hạng mục                                                              | Đề cử cho               | Kết quả           | Chú thích         |
| 3                              | 2015              | Nghệ sĩ tiên phong                                                    | —                       | Đoạt giải         | [ 39 ]            |
| Vietnam Top Hit                |                   |                                                                       |                         |                   |                   |
| Lần                            | Năm               | Hạng mục                                                              | Đề cử cho               | Kết quả           | Chú thích         |
| 1                              | 2015              | Top 5 ca sĩ của năm                                                   | —                       | Đoạt giải         | [ 40 ]            |